# رنگین کمون
رنگین کمون* نام آلبومی است با شعر و موسیقی ثمین باغچه‌بان برای کودکان
.
این اثر در سال ۱۹۷۸ با گروه همسرایان میترا و تعدادی از نوازندگان ارکستر سمفونیک رادیو وین، به رهبری توماس کریستین داوید و تکخوانی بهجت قصری و اِولین باغچه‌بان اجرا شده‌است..
رهبری: اِولین باغچه‌بان 
سپرانو: بهجت قصری 
متزوسپرانو: اِولین باغچه‌بان

 نقاشی‌های کتاب نیز از پرویز کلانتری است.
آهنگ‌های آلبوم به ترتیب عبارتند از: 
- نوروز تو راهه
- روز برف بازیه
- گنجشک و برف و بارون
- ترن قشنگ من
- جای آهو
- گربه‌ای که مادره
- کرنگ بلا
- عروسک جون
- پنج تا نقاشی
- باغ ما پرچین داره[۳]

آهنگ باغ ما پرچین داره به ایران و علاقه ثمین باغچه‌بان به میهنش اشاره دارد.
بخش دوم آلبوم «رنگین کمون» با عنوان «چهارشنبه سوری» در سال ۲۰۱۶ به کوشش کاوه باغچه بان، فرزند ثمین باغچه بان منتشر شد..